# 握力トレーニング
握力トレーニング（あくりょくトレーニング、Grip Strength Training）とは筋力トレーニングの一種。主にハンドグリッパーなどを使い握る力である握力を強化する行為。握力はクラッシュ力（握り潰す力）、ピンチ力（つまむ力）、ホールド力（重りなどを持ち続ける力）の三種類があり、それぞれ鍛え方が異なる。ハンドグリッパーでは主にクラッシュ力を強化できるとされる。

## ハンドグリッパー
握力計における数値の向上を狙う場合、ハンドグリッパーによるトレーニングが一般的である。握力の熟練者たちの間では、主に手のひらに触れる部分が金属製のものが使用される。キャプテンズ・オブ・クラッシュ・グリッパーズ （CoCグリッパー）や Gillingham High Performance Gripper （GHPグリッパー)などが世界的に有名である。これらのグリッパーには強度の階級があり、実力を示す指標となる。ただし、そのハンドグリッパーの設定強度が握力計の数値を表すわけではない。例、CoC No.2 (88kg)を閉じれるから握力計で88kg以上の実力があるとは限らない。

## セットクローズ
先述したハンドグリッパーを使い握力を鍛える場合、セットクローズが不可欠である。セットクローズとは、ハンドグリッパーを握る際、片方の手で閉じる動作のサポートをしながら閉じることである。これの目的は、握力が最もよく発揮される向き と ハンドグリッパーを閉じる向きを揃えることにより、効率よく握力を鍛えることである。これにより、ハンドグリッパーをより閉じやすくなる。例えば、セットクローズをせずにただ片手で握った場合、指がハンドルの下に巻き込み閉じることが難しくなることを防ぐことができる。セットクローズは両手を使って閉じているため、片手で閉じないと不正であると思われることがあるが、セットクローズは力を誇示するためではなく、効率よく鍛えることを目的としているためこの認識は間違いである。

## 握力計
握力計は握力の強さを表す道具としてもっともわかりやすい。日本のスポーツテストで用いられる握力計の機種は主に竹井機器工業製のGRIP-Dである。握力計には様々な種類があり、油圧式のものやばねを用いたものがある。また、個人によるハンドメイドで作製された握力計も複数存在する。注意として、握力計の機種によって数値が変動することがあるが、これは基本的にある機種の握力計は正確ではないというわけではない。これは機種によってハンドルの形状や握ったときのハンドルの動く幅が異なるため、手の大きさや形により力の発揮される具合が変わるためである。大体の場合、海外で一般的な握り始めてもハンドルがほぼ動かない油圧式握力計などの数値はハンドルが動く握力計(GRIP-Dなど)より高くなる。

## 認定制度、ランキング
ハンドグリッパーには認定制度が存在するものがある。キャプテンズ・オブ・クラッシュ・グリッパーズには、No.3,No.3.5,No.4を5.5ｃｍ（クレジットカードの短い方の辺の長さ）の幅から閉じれた場合、メーカーであるアイアンマインド社から認定を受けることができる。女性の場合はNo.2から認定制度がある。また握力計のランキングとしてロシアのVano Sukhashvili氏が製作したGM150という握力計における数値のランキングが存在する。これには世界中から600名以上の参加者がいる。現在、世界記録はベラルーシ出身のNikita Yurkovets氏による172.20kgである。また、体重別のランキングもあり、日本人では加藤晃氏が66㎏級、59㎏級、体重相対比（体重50kgで握力100kgなら200％）で2021年において世界一位となった。